# اوبر گرنیک
اوبر گرنیک (فرانسوی: Hubert Graignic‎؛ زادهٔ ۲۴ سپتامبر ۱۹۵۷) دوچرخه‌سوار اهل فرانسه است.